# Eriospermum pumilum
Eriospermum pumilum är en sparrisväxtart som beskrevs av Terence Macleane Salter. Eriospermum pumilum ingår i släktet Eriospermum och familjen sparrisväxter. Inga underarter finns listade i Catalogue of Life.